# Кребсов циклус
Кребсов циклус (циклус лимунске киселине, циклус трикарбоксилних киселина) је метаболички процес у аеробним условима при коме се добија енергија из глукозе. Кребсов циклус је низ хемијских реакција које сви аеробни организми користе за ослобађање ускладиштене енергије оксидацијом ацетил-КоА добијених из угљених хидрата, масти и протеина. Поред тога, циклус обезбеђује прекурзоре одређених аминокиселина, као и редукционо средство , које се користи у бројним другим реакцијама. Његова централна важност за многе биохемијске путеве сугерише да је то била једна од најранијих компоненти метаболизма и да је можда настала абиогено. Иако је означен као 'циклус', није неопходно да метаболити следе само један одређени пут; препозната су најмање три сегмента циклуса лимунске киселине.
Назив овог метаболичког пута потиче од лимунске киселине (трикарбоксилне киселине, која се често назива цитратом, јер јонизовани облик превладава на биолошком pH) која се троши, а затим регенерише овим редоследом реакција да би се циклус завршио. У циклусу се троши ацетат (у облику ацетил-КоА) и воде, редукује + до , ослобађајући угљен-диоксид.  генерисан циклусом лимунске киселине доводи се у пут оксидативне фосфорилације (транспорта електрона). Нето резултат ова два уско повезана пута је оксидација хранљивих састојака да би се произвела употребљива хемијска енергија у облику .
У еукариотским ћелијама се циклус лимунске киселине јавља у матриксу митохондрија. У прокариотским ћелијама, као што су бактерије, којима недостају митохондрије, реакциона секвенца циклуса лимунске киселине се изводи у цитозолу, при чему је градијент протона за производњу ATP остварује преко површине ћелије (плазматске мембране), а не унутрашње мембране митохондрије. Укупан принос једињења која садрже енергију из TCA циклуса је три NADH, један 2 и један .

## Увод
У гликолизи крајњи продукт је пирогрожђана киселина настала из глукозе. У аеробним условима, следећи корак у стварању ћелијске енергије је оксидативна декарбоксилација пирогрожђане киселине и настанак ацетил коензима А (скр. ацетил ЦоА). Ова активирана ацетил јединица је затим комплетно оксидована до угљен-диоксида серијом реакција које чине Кребсов циклус. Овај циклус је такође и заједнички метаболички пут за стварање енергије оксидацијом амино киселина, угљених хидрата и масних киселина. 
Оксидативна декарбоксилација пирогрожђане киселине и претварање исте у ацетил КоА се одвија у митохондријском матриксу и управо овај корак је карика која повезује гликолизу и Кребсов циклус. Једначина ове декарбоксилационе реакције је:
- Пирогрођжана киселина + CоА + NAD+ → Ацетил CоА + CO2 +

Ензим који катализује ову реакцију је заправо високо интегрисани комплекс три ензима пируват-дехидрогеназе.

## Упрошћена шема
Циклус почиње тако што се оксалоацетат (једињење од четири угљеникова атома) кондензује са ацетил јединицом (једињење од два угљеникова атома) и тиме стварају цитрат (једињење са шест угљеникових атома). Изомер цитрата се затим декарбоксилује и резултује у стварању α - кетоглутарата, који се затим опет оксидативном декарбоксилацијом претвара у сукцинат (једињење са четири угљеникова атома). Серијом реакција оксалоацетат се регенерише из сукцината.

### Реакције Кребсовог циклуса

#### Алдолна кондензација
Циклус почиње једињењем оксалоацетата и КоА. Оксалоацетат реагује са ацетил КоА и водом и резултује са цитратом и КоА. Рекација је типа алдолне кондензације, праћена са хидролизом. Ензим који катализује ову реакцију је цитрат-синтаза. Хидролиза цитрил-КоА јако помера равнотежу укупне реакције у смеру настајања цитрата. 

#### Изомеризација цитрата
Цитрат мора бити трансформисан у изоцитрат, једињење са шест угљеникових атома, како би оксидативна декарбоксилација била могућа. Кораци изомериације цитрата се састоје од дехидрације, праћене хидрацијом. Овом изомерацијом се врши замена места водониковог атома и ОН групе. Ензим који катализује оба корака је аконитаза (аконитат-хидратаза), јер се претпоставља да је „међукорак“ изомеризације цис-аконитат.

#### Оксидација и декарбоксилација изоцитарата
Прва од укупно четири оксидативно-редукционе реакције је добијање кетоглутарата. Оксидативна декарбоксилација изоцитрата је катализована ензимом изоцитрат-дехидрогеназа: 
Изоцитрат + NAD → α - Кетоглутарат + 2 + 
Међукорак ове трансформације је оксалосукцинат, иначе нестабилна β - киселина, која приликом реаговања са ензимом, губи CO2 и формира кетоглутарат. Ова реакција Кребсовог циклуса је веома важна, јер брзина ове реакције и самим тим брзина стварања α - Кетоглутарата, одређује свеукупну брзину циклуса.

#### Стварање сукцинил КоА
Конверзација изоцитрата у алфа-кетоглутарат је праћена другом оксидативно декарбоксилационом реакцијом, формација сукцинил КоА.
α - Кетоглутарат + NAD + КоА → Сукцинил КоА+ CO2 + 
Реакција је катализована комплексом ензима α - кетоглутарат дехидрогеназом.
Веза између сумпора и КоА у једињењу сукцинил КоА је богата енергијом. ΔG°' за хидролизу ове везе је -8 килокалорија по молу, што је приближно хидролизи -а, чија износи ΔG°' ~ -7.3 килокалорија по молу. Хидролиза ове везе производи GTP (гуанин-трифосфат) фосфорилацијом GDP (гуанин-дифосфат).
Фосфорилација GDP-а:
Сукцинил-КоА +  + GDP → Сукцинат +  + КоА ; °'= -0.8 kcal/mol

#### Сукцинат
Сукцинат бива оксидован ензимом сукцинат-дехидрогеназа до фумарата.  (флавин аденин динуклеотид) преузима водоников атом, уместо NAD+, који се користи у остале три редокс реакције Кребсовог циклуса. Разлог употребе FAD уместо NAD+ је тај да је промена слободне енергије недовољна како би се NAD редуковао у NADH.
Хидрацијом фумарата добија се малат. Фумараза, катализатор ове реакције, катализује стереоспецифичну трансадицију водониковог атома и ОН-групе. ОН-група се додаје само једној страни двогубе везе, те се овом реакцијом добија Л изомер малата (Л-малат).

#### Регенерација оксалоацетата
Последњи корак циклуса је оксидација малата како би се регенерисао оксалоацетат. Катализатор ове реакције је малат-дехидрогеназа, у којој NAD+ прихвата водоников атом.

## Стехиометрија Кребсовог циклуса
Збирна једначина Кребсовог циклуса је:

### Циклус
1. Два атома угљеника улазе у циклус кондензацијом ацетилне јединице, а два атома угљеника и напуштају циклус у облику угљен-диоксида. Ипак, то нису иста два угљеникова атома.
2. Циклус напушта четири пара водоникових атома у четири реакције оксидације. При томе се редукују два молекула + (у току оксидацијских декарбоксилација изоцитрата и α-кетоглутарата) и по један молекул FAD+ (при оксидацији сукцината) и NAD+ (при оксидацији малата).
3. Ствара се једна високо енергијска фосфатна веза у облику GTP-а, а на рачун тиоестарске везе у сукцинил-КоА.
4. Потроше се два молекула воде: при синтези цитрата и при хидрацији фумарата.
5. Стварају се молекули NADH и FADH2. Молекулски кисеоник у овом процесу не учествује директно, али је овај процес ипак могућ само у аеробним условима јер се + и FAD могу обновити у митохондрији само преносом електрона на молекулски кисеоник.

### Табела
| Корак | Реакција                                           | Ензим                                 | Кофактор                | Реакција                    | °' () |
| 1     | ацетил-КоА + оксалоацетат + H2O → цитрат + КоА + H+ | цитрат-синтетаза                      | КоА                     | кондензација                | -31,4 |
| 2     | цитрат → цис-аконитат +                            | аконитаза                             | 2+                      | дехидрација                 | +8,4  |
| 3     | цис-аконитат + → изоцитрат                         | аконитаза                             | 2+                      | хидрација                   | -2,1  |
| 4     | цис-аконитат + + → α-кетоглутарат + 2 +            | изоцитрат-дехидрогеназа               | +                       | декарбоксилација оксидација | -8,4  |
| 5     | α-кетоглутарат + + + КоА → сукцинил-КоА + 2 +      | комплекс α-кетоглутарат-дехидрогеназе | + КоА липојева киселина | декарбоксилација оксидација | -30,1 |
| 6     | сукцинил-КоА + i + → сукцинат + + КоА              | сукцинил-КоА-синтетаза                | КоА                     | фосфорилација               | -3,4  |
| 7     | сукцинат + → фумарат + 2                           | сукцинат-дехидрогеназа                |                         | оксидација                  | 0     |
| 8     | фумарат + → малат                                  | фумараза                              | нема                    | хидрација                   | -3,8  |
| 9     | Л-малат + NAD+ → оксалоацетат + + +                   | малат-дехидрогеназа                   | +                       | оксидација                  | +29,7 |

## Регулација Кребсовог циклуса
Брзина хемијских реакција у Кребсовом циклусу подложна је прецизној регулацији, сразмерно енергетским потребама дате ћелије. Кључне тачке контроле су алостерични ензими, изоцитрат дехидрогеназа и α-кетоглутарат дехидрогеназа.
Исоцитрат дехидрогеназу поспешује присуство , који се веже за ензим и повећава афинитет према супстрату. Истовремено везање супстрата (исоцитрата), ,  и ADP на ензим има стимулирајући утицај на активацију, док NADH и ATP смањују његову активност, јер заузимају активно место везе активацијских спојева (компетитивна инхибиција).
Следећа кључна тачка контроле је уређивање активности α-кетоглутарат дехидрогеназе. Ензим је инхибиран сукцинил-КоА-ом и NADH-ом, два коначна производа која настају његовом сопственом активношћу. Генерално, ензим може да смањи активност ако у ћелији већ постоји обиље високоенергетских молекула, као што је ATP. Тиме се смањује успешност свих процеса који производе енергију, међу којима Кребсов циклус има средишњу и чворишну улогу.
Нађени су докази о уређивању активности Кребсовог циклуса и пре његовог почетка, на ниво доступности првог ензима у процесу (цитрат синтетазе). Велика концентрација ATP смањује склоност ензима према свом основном субстрату - ацетил-КоА, смањујући тако производњу цитрата. Стога, што је више ATP у ћелији, то мања количина ацетил-КоА улази у сам Кребсов циклус.

## Везе  Кребсовог циклуса и осталих метаболичких путева
Кребсов циклус има чворишну улогу у метаболизму живих бића, пре свега у катаболизму органских молекула, али и у анаболизму. На Кребсов циклус се надовезују различити метаболички путеви који, између осталог, сам циклус снабдевају међуспојевима који су утрошени у биосинтези других органских молекула. Те хемијске реакције се означавају као анаплеротичке реакције.

### Претходни процеси Кребсовог циклуса
Кребсов циклус је други степен разградње угљених хидрата. Први, гликолиза, разграђује глукозу и остале шећере у пирогрожђану киселину (пируват), α-кетокиселину са три атома угљеника. Код еукариота пируват се преноси из цитоплазме у митохондрије, где под утицајем ензима губи један атом угљеника и настаје ацетил-КоА. Та се реакција зове оксидативна декарбоксилација пирувата, а ензим који је катализује је пируват дехидрогеназа. Први субстрат у Кребсовом циклусу је ацетил КоА, који се ослобађа у митохондријама.
Као извор енергије у Кребсовом циклусу, индиректно служе и беланчевине и њихови производи. Беланчевине се путем протеолизе разграђују у основне градивне јединице: аминокиселине. Неке од њих, као аспартат, валин и изолеуцин могу бити директно претворени у међуједињења самог циклуса. Остале могу прећи у глуциде (угљене хидрате) и укључити се у циклус преко метаболичких путева карактеристичних за угљене хидрате.
Производи разградње масти су такође изузетно важни извори енергије, који директно и индиректно улазе у Кребсов циклус. Разградњу масти катализују ензими липазе, које ослобађају масне киселине и глицерол. Глицерол може ући у процес гликолизе, посебно у ћелијамајетре или бити претворен у глукозу у процесу глуконеогенезе. У многим ткивима, поготово срцу, масне киселине се разграђују током процеса бета оксидације која директно производи ацетил КоА: основни супстрат Кребсовог циклуса. Бета оксидација може произвести и пропионил КоА, који се путем глуконеогенезе претвара у глукозу.

### Процеси иза Кребсовог циклуса
Основни процес који следи Кребсов циклус је оксидативна фосфорилација, метаболички пут у којем се завршава ћелијско дисање. Главна улога те фосфорилације је оксидација кофактора NADH и FADH2, који поново у оксидираном облику улазе у Кребсов циклус + и FAD. Овај процес генерише градијент протона и електрона, чија се енергија користи за процес фосфорилације молекула ADP у високоенергетске молекуле ATP. У том се процесу протони (H+) вежу на кисеоник, којег организми уносе из атмосфере и стварају воду као коначни производ. Оксидацијска фосфорилација, која је релативно ниска у Кребсовом циклусу, увелико повећава успешност производње високоенергетских нуклеозида, као што су ATP и GTP.

### Процеси који користе међупродукте Кребсовог циклуса
Међупродукти Кребсовог циклуса улазе у многе друге метаболичке путеве. У попис који следи, укључени су метаболити Кребсовог циклуса и метаболички путеви у којима учествују.
- Ацетил КоА:
  - Бета оксидација
  - Биосинтеза масних киселина;
  - Деградација лизина
  - Деградација валина и изолеуцина
  - Метаболизам фенилаланина
- α-кетоглутарат:
  - Биосинтеза лизина
  - Метаболизам аскорбинске киселине
  - Метаболизам глутамата
- Сукцинил КоА:
  - Метаболизам пропаноата
  - Биосинтеза порфирина
  - Деградација леуцина и изолеуцина
  - Метаболизам фенилаланина
- Сукцинат:
  - Метаболизам бутаноата
  - Метаболизам тирозина
- Фумарат:
  - Циклус уреје
  - Метаболизам аргинина и пролина
  - Метаболизам тирозина
- Оксалацетат:
  - Глуконеогенеза
  - Метаболизам глутамата и аспартата
  - Метаболизам гликоксилне киселине